# Макаренко, Сергей Николаевич
Сергей Николаевич Макаренко (1904—1979) — украинский живописец и график.

## Биография
Окончил городскую мужскую гимназию, посещал курсы Александра Гофмана при Коммерческом училище. Член Объединения современных художников Украины — с 1928 года. В 1930 году окончил Киевский художественный институт, преподаватели — Лев Крамаренко, Фёдор Кричевский, Андрей Таран.
В течение 1930-х годов работал в Харькове — руководитель художественной мастерской, заведующий кафедрой искусствоведения педагогического института.
В 1943 году с женой уехали за границу. С 1944 года — в Италии, с 1949 — в Аргентине. В 1960 году переехал в США. Участник художественных выставок в США с 1960 года.
Автор иконостасов для Троицкой церкви в Нью-Йорке, храмов в Бостоне, Парме, Трентоне, Кливленде, книжных иллюстраций, портретов, полотен в реалистическом стиле на украинскую историческую тематику.
Для творчества Сергея Макаренко характерны совершенная композиция, спокойный колорит.
Муж художницы Нади Сомко .

### Среди произведений
- живопись
  - «Черногорский король Николай» (1946),
  - «Голгофа» (1949),
  - «После бала» (1958),
  - «Т. Шевченко» (1961, 1964),
  - «Дж. Кеннеди» (1962),
  - «А. Лотоцкий» (1962),
  - «О. Архимович» (1965),
  - «И. Мазепа» (1966),
  - «Р. Смаль-Стоцкий» (1967),
  - «В. Липинский» (1967),
  - «М. Шашкевич»,
  - «Д. Горнякевич»,
  - «Есть. Зыбликевич» (все — 1970-е)
- иконы
  - «Спаситель»,
  - «Св. княгиня Ольга»,
  - «Св. князь Владимир»,
  - «Тайный ужин»,
  - «Рождество Пресвятой Богородицы»,
  - «Благовещение»,
  - «Успение Богородицы»,
  - «Четыре евангелиста» (все — 1970-е).